# Estación Lontué
Lontué es una estación de ferrocarril chileno ubicada en el kilómetro 193,7 de la vía férrea, al sur de Santiago. Se encuentra al interior del casco urbano de la localidad de Lontué, en la comuna de Molina, Provincia de Curicó, Región del Maule. Actualmente en Lontué no se detiene ningún servicio, solo es pasada de trenes.

## Historia

### SigloXIX
La estación fue construida el 25 de diciembre de 1866. En un principio era un recinto pequeño de madera llamado estación "El Manzano", constaba de un desvío hacia la viña la Fortuna por donde corrían vagones arrastrados por caballos que unían la estación con dicha viña.[cita requerida] La estación tuvo para la localidad una importancia comercial debido a la exportación de bienes producidos en los alrededores.

### SigloXX
Tras el terremoto de 1939, una locomotora se desriela en el recinto estación.

### SigloXXI
Debido a las fuertes precipitaciones ocurridas durante mayo de 2008 producto de un temporal que azotó a la región del Maule, el puente ferroviario Lontué colapsó debido al aumento del caudal del homónimo.
Durante octubre de 2009, un servicio de pasajeros de Terrasur descarriló mientras transportaba a 150 pasajeros, debido a la fatiga de los rieles en la zona; no hubo heridos. El terremoto de 2010 provocó más daños en su infraestructura.

## Infraestructura
La estación constaba de una bodega de carga (aún se conserva), cabina de movilización, andén para animales con corrales (también se conserva, pero sin los corrales) y copa de agua para las locomotoras a vapor.